# Amata arcuata
Amata arcuata är en fjärilsart som beskrevs av Turati 1917. Amata arcuata ingår i släktet Amata och familjen björnspinnare. Inga underarter finns listade i Catalogue of Life.